# نظام بلوري معيني قائم

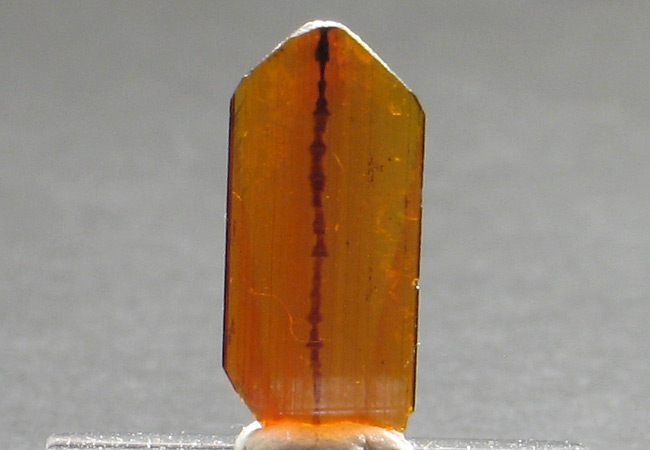
النطام البلوري المعيني القائم ممثلا في بلورة بروكيت من الباكستان.

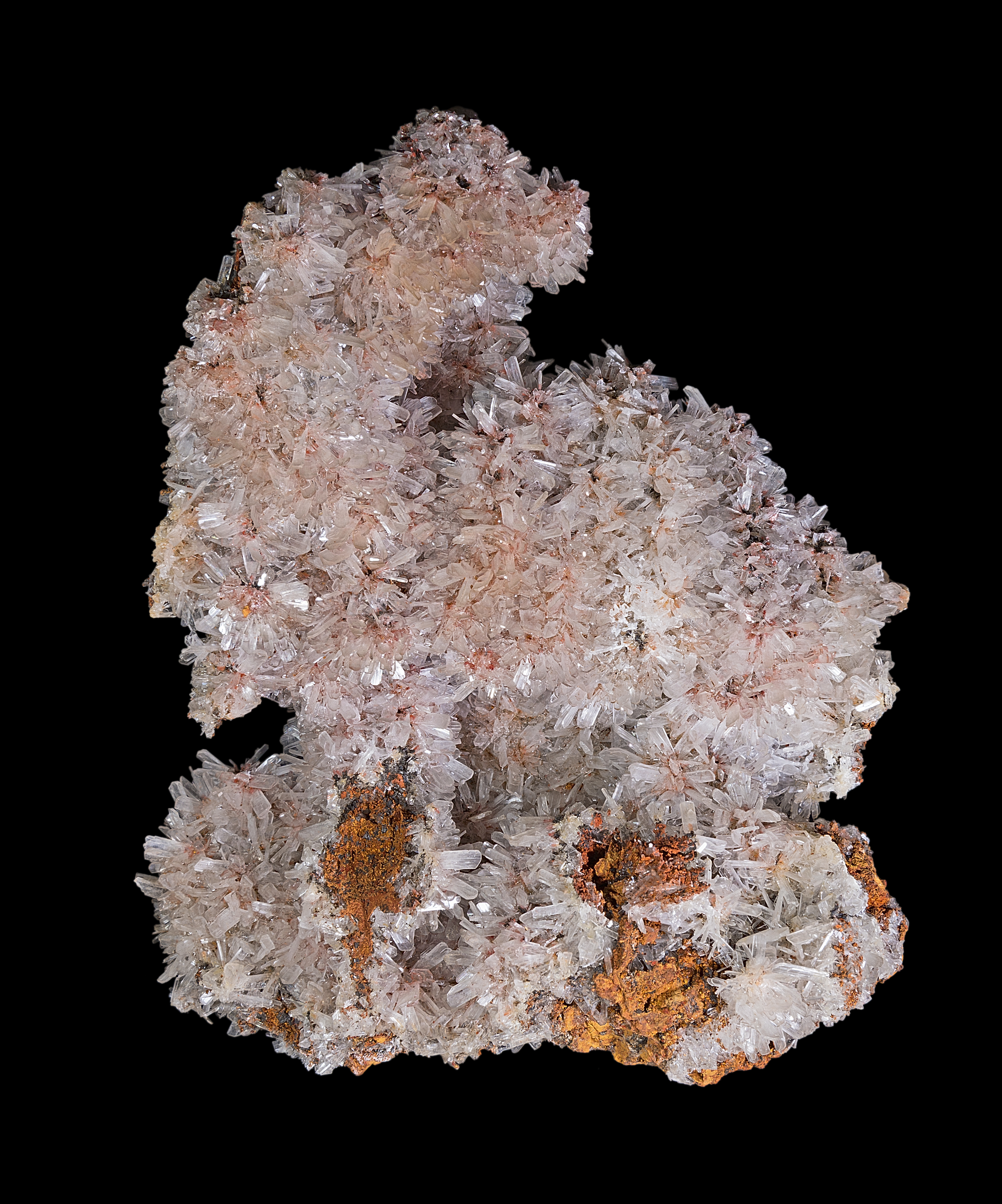
بلورات Hemimorphit

النظام البلوري المعيني القائم في علم البلورات هو نظام بلوري قائم فلديه ثلاث زوايا قائمة ، لكن أضلاعه مختلفة الطول. يمكن تشبيهه بالصندوق.
كما هو ظاهر في الجدول فإن لهذا النظام البلوري عناصر تناظر مميزة، وهي ثلاثة محاور تناظر متعامدة (تلتقي في المركز) ومرآة تناظر.
يوجد أربعة نماذج من النظام البلوري المعيني القائم وذلك حسب شبكة تبلور برافيه وهي:
- معيني قائم بسيط (أنظر الشكل)
- معيني قائم مركزي القاعدة
- معيني قائم مركزي الجسم
- معيني قائم مركزي الوجه

| معيني قائم بسيط (P) | معيني قائم مركزي القاعدة (C) | معيني قائم مركزي الجسم (I) | معيني قائم مركزي الوجه (F) |
|                     |                              |                            |                            |

مجموعة النقط البلورية لهذه النظم البلورية معرّفة في الجدول أدناه:
| الاسم           | الترميز الدولي                | ترميز شونفليس | أمثلة                                      |
| --------------- | ----------------------------- | ------------- | ------------------------------------------ |
| هرم مزدوج معيني | {\displaystyle 2/m\ 2/m\ 2/m} | D2h           | أندلسيت، أنهدريت، أراغونيت، أوليفين، كبريت |
| هرم معيني       | {\displaystyle \ 2mm}         | C2v           | هيميمورفيت ، بورنونيت                      |
| وتدي معيني      | {\displaystyle \ 222}         | D2            | إبسوميت                                    |

## بريدجمانيت

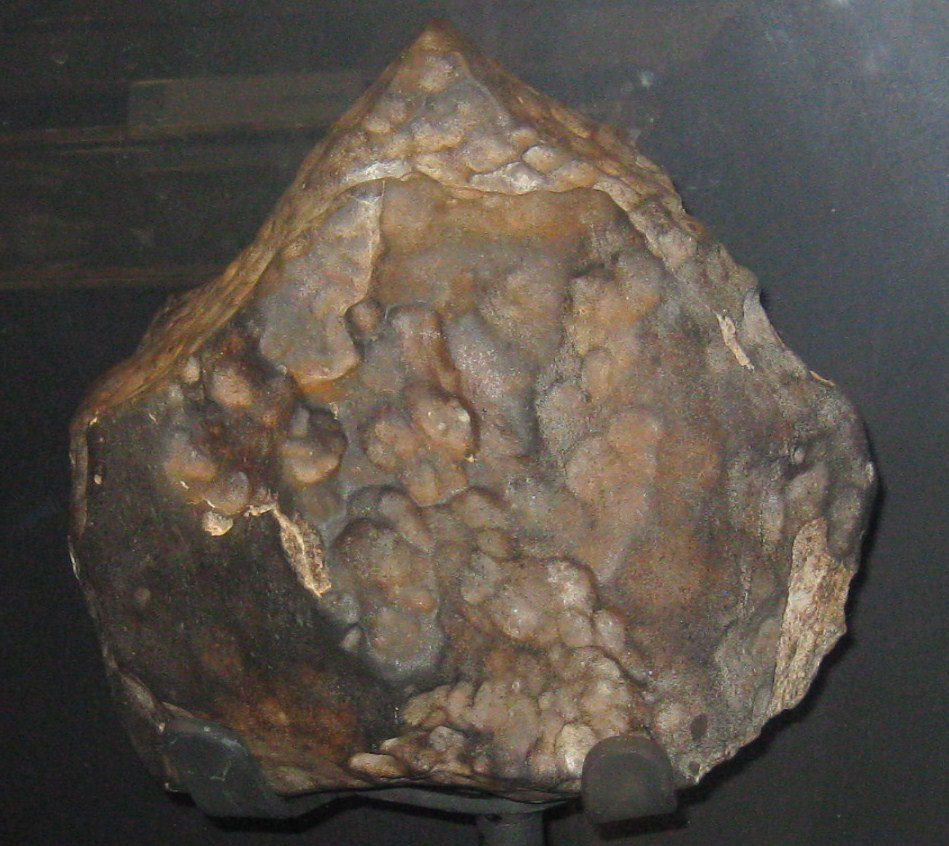
جزء من نيزك تنهام ، محفوظ في متحف التاريخ الطبيعي بلندن.

بريدجمانيت في علم المعادن (بالإنجليزية: Bridgmanit ) هو معدن من مجموعة «سليكات-بيروفسكيت» له التركيب الكيميائي مغنسيومSiO3 ويتبلور في نظام بلوري معيني قائم . هذا المعدن يكون القدر الأعظم من الكتلة الحجرية للأرض، يوجد منه القليل على سطح الأرض ومعظمه يشغل أعماق الكرة الأرضية. يوجد على أعماق نحو 660 كيلومتر تحت سطح الأرض ويشكل معظم الغلاف الأرضي.